# Mazepynci
Mazepynci (ukr. Мазепинці) – wieś na Ukrainie, w obwodzie kijowskim, w rejonie białocerkiewskim, w hromadzie Biała Cerkiew, nad Kamjanką. W 2001 roku liczyła 396 mieszkańców.